# Lac Watson (circonscription territoriale)
Pour les articles homonymes, voir Lac Watson.
Circonscription électorale territoriale du Canada
Lac Watson est une circonscription électorale territoriale du Yukon au Canada.

## Circonscription territoriale
L'actuelle députée territoriale est Patti McLeod du Parti du Yukon.

## Liste des députés
|  | 1978 - 1982     | Donald Taylor (en) | Progressiste-Conservateur |
|  | 1982 - 1985     | Donald Taylor (en) | Progressiste-Conservateur |
|  | Indépendant     | Donald Taylor (en) |                           |
|  | 1985 - 1989     | Dave Porter        | Néo-Démocrate             |
|  | 1989 - 1992     | John Devries (en)  | Parti du Yukon            |
|  | 1992 - 1996     | John Devries (en)  | Parti du Yukon            |
|  | 1996 - 2000     | Dennis Fentie      | Néo-Démocrate             |
|  | 2000 - 2002     | Dennis Fentie      | Néo-Démocrate             |
|  | Parti du Yukon  | Dennis Fentie      |                           |
|  | 2002 - 2006     | Dennis Fentie      |                           |
|  | 2006 - 2011     | Dennis Fentie      |                           |
|  | 2011 - 2016     | Patti McLeod       |                           |
|  | 2016 - 2021     | Patti McLeod       |                           |
|  | 2021 - en cours | Patti McLeod       |                           |

Légende : Le nom en gras signifie que la personne a été chef d'un parti politique.